# Aubigné (Deux-Sèvres)
Aubigné é uma comuna francesa na região administrativa da Nova Aquitânia, no departamento de Deux-Sèvres. Estende-se por uma área de 29,15 km². Em 2010 a comuna tinha 202 habitantes (densidade: 6,9 hab./km²).